# Division 1 (Bélgica) 2005-06
La Primera División de Bélgica 2005/06 fue la 103.ª temporada de la máxima competición futbolística en Bélgica.

## Tabla de posiciones
| Pos | Equipo                            | PJ | PG | PE | PP | GF | GC | Pts | DG  | Notas                                                     |
| --- | --------------------------------- | -- | -- | -- | -- | -- | -- | --- | --- | --------------------------------------------------------- |
| 1   | R.S.C. Anderlecht                 | 34 | 20 | 10 | 4  | 72 | 27 | 70  | +45 | Clasificado a la Liga de Campeones de la UEFA 2006-07 [1] |
| 2   | Standard Liège                    | 34 | 19 | 8  | 7  | 51 | 28 | 65  | +23 | Clasificado a la Liga de Campeones de la UEFA 2006-07 [1] |
| 3   | Club Brugge                       | 34 | 18 | 10 | 6  | 51 | 33 | 64  | +18 | Clasificado a la Copa de la UEFA 2006-07                  |
| 4   | K.A.A. Gent                       | 34 | 18 | 7  | 9  | 48 | 34 | 61  | +14 | Clasificado a la Copa Intertoto de la UEFA 2006           |
| 5   | K.R.C. Genk                       | 34 | 16 | 9  | 9  | 52 | 38 | 57  | +14 |                                                           |
| 6   | S.V. Zulte-Waregem                | 34 | 14 | 7  | 13 | 51 | 49 | 49  | +2  | Clasificado a la Copa de la UEFA 2006-07                  |
| 7   | K.F.C. Germinal Beerschot         | 34 | 13 | 8  | 13 | 45 | 45 | 47  | 0   |                                                           |
| 8   | K.S.C. Lokeren Oost-Vlaanderen    | 34 | 12 | 11 | 11 | 48 | 49 | 47  | -1  |                                                           |
| 9   | K.V.C. Westerlo                   | 34 | 13 | 7  | 14 | 42 | 48 | 46  | -6  |                                                           |
| 10  | F.C. Molenbeek Brussels Strombeek | 34 | 12 | 10 | 12 | 30 | 30 | 46  | 0   |                                                           |
| 11  | R. Charleroi S.C.                 | 34 | 11 | 12 | 11 | 39 | 39 | 45  | 0   |                                                           |
| 12  | K.S.V. Roeselare                  | 34 | 10 | 11 | 13 | 44 | 42 | 41  | +2  |                                                           |
| 13  | Cercle Brugge K.S.V.              | 34 | 10 | 8  | 16 | 38 | 56 | 38  | -18 |                                                           |
| 14  | R.E. Mouscron                     | 34 | 11 | 4  | 19 | 43 | 43 | 37  | 0   |                                                           |
| 15  | K. Sint-Truidense V.V.            | 34 | 8  | 10 | 16 | 36 | 49 | 34  | -13 |                                                           |
| 16  | K.S.K. Beveren                    | 34 | 9  | 6  | 19 | 35 | 55 | 33  | -20 |                                                           |
| 17  | Lierse S.K.                       | 34 | 8  | 8  | 18 | 22 | 52 | 32  | -30 | Jugará el play-off de ascenso/descenso                    |
| 18  | R.A.A. Louviéroise                | 34 | 4  | 14 | 16 | 26 | 56 | 26  | -30 | Descenso a la Division II                                 |

PJ = Partidos jugados; PG = Partidos ganados; PE = Partidos empatados; PP = Partidos perdidos; GF = Goles a favor; GC = Goles en contra; Pts = Puntos; DG = Diferencia de goles
[1] Standard Liège compite en la primera ronda de la Copa de la UEFA después de quedar eliminado de la Liga de Campeones en la tercera ronda de clasificación.

## Play-off de ascenso/descenso
| Pos | Equipo                  | PJ | PG | PE | PP | GF | GC | Pts | DG | Notas                      |
| --- | ----------------------- | -- | -- | -- | -- | -- | -- | --- | -- | -------------------------- |
| 1   | Lierse S.K.             | 6  | 4  | 0  | 2  | 13 | 7  | 12  | +6 | Permanece en la Division I |
| 2   | KVSK United             | 6  | 3  | 1  | 2  | 11 | 9  | 10  | +2 |                            |
| 3   | KFC Vigor Wuitens Hamme | 6  | 3  | 0  | 3  | 8  | 9  | 9   | -1 |                            |
| 4   | KFC Verbroedering Geel  | 6  | 1  | 1  | 4  | 8  | 15 | 4   | -7 |                            |

PJ = Partidos jugados; PG = Partidos ganados; PE = Partidos empatados; PP = Partidos perdidos; GF = Goles a favor; GC = Goles en contra; Pts = Puntos; DG = Diferencia de goles

## Goleadores
| Jugador           | Goles | Equipo             |
| ----------------- | ----- | ------------------ |
| Tosin Dosunmu     | 18    | Germinal Beerschot |
| Mohammed Tchité   | 16    | Standard Liège     |
| Aristide Bancé    | 15    | Lokeren            |
| Boško Balaban     | 13    | Club Brugge        |
| Kevin Vandenbergh | 12    | Racing Genk        |
| Wagneau Eloi      | 11    | Roeselare          |
| Mbo Mpenza        | 11    | Anderlecht         |